# 俄木布
俄木布（?—?），明末清初的蒙古土默特部的首领。博硕克图的儿子。后金天聪六年（1632年），皇太极西征察哈尔林丹汗，途径土默川，俄木布归降后金。不久之后，俄木布因有罪被废爵。崇德元年（1636年），土默特部残余被编为左右二翼，由绥远城将军直接管辖。即歸化城土默特。